# Vilhelm 1. af Nassau
Vilhelm I, hertug af Nassau (fulde navn: Georg Wilhelm August Heinrich Belgicus Herzog) (14. juni 1792, Kirchheimbolanden – 20. august/30. august 1839, Bad Kissingen) var hertug af Nassau fra 1816 til 1839.
Vilhelm 1. var søn af fyrst Frederik Vilhelm af Nassau-Weilburg, og han blev far til storhertug Adolf af Luxemburg og til dronning Sofie af Norge og Sverige samt morfar til dronning Emma af Holland. 
Kongerne af Norge (fra 1991), Sverige (fra 1907), Belgien (fra 1951) og Holland (fra 2013), dronningerne af Danmark (fra 1947) og Holland (1879-2013) samt storhertugerne af Luxembourg (fra 1890 (regerende storhertuginder i 1912-1964)) nedstammer fra Vilhelm 1. af Nassau.